# شركة كاري سيف

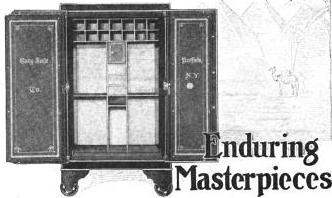

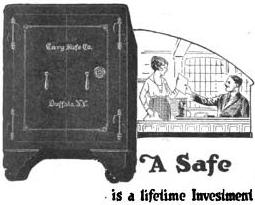

شركة كاري سيف Cary Safe Company هي شركة خزائن مغلقة وصناديق الودائع الآمنة تأسست في بوفالو، نيويورك عام 1878.

## المنتجات
قامت الشركة بتصنيع وبيع خزائن البنوك والخزائن ( الخزائن الآمنة ) وصناديق الودائع الآمنة من عام 1878 إلى عام 1929.  كانت أغلب الخزائن التي باعها كاري تحتوي على أحرف مرسومة بناءً على طلب المشتري على الجزء العلوي من الخزائن. وكان الشائع عادةً هو اسم عائلة العميل أو اسم الشركة. تم بناء كل خزائن كاري لتكون مقاومة للحريق والسرقة. كما قامت الشركة بتصنيع أقفال زمنية معقدة وأقفال مركبة وأقفال (مفتاح قياسي) وزنازين السجون.

## تاريخها
على الرغم من تأسيس الشركة في عام 1878، إلا أنها لم تصبح شركة مدرجة حتى عام 1889. استمر أعضاء الشركة القديمة في العمل مع الشركة الجديدة. وتشمل:
| الرئيس       | هوراس د. كاري    |
| نائب الرئيس  | إدغار ب. جيويت   |
| السكرتير     | شيرمان ل. كاري   |
| أمين الصندوق | ألبرت دبليو سميث |
| المشرف       | جيه اتش جوهلر    |

كما قامت الشركة أيضًا بتوظيف عدد من البائعين المتجولين في جميع أنحاء الولايات المتحدة .

## الشعارات
تشمل شعارات الإعلانات التجارية الشائعة ما يلي:  
- "النمو العظيم منذ عام 78"
- خزائن كاري "الاستثمار الآمن"
- "قوة موحدة في كل مكان"

## المواقع
كان المقر الرئيسي للشركة الذي كان يضم مباني الإنتاج والمكاتب، يقع في مبنى رقم 1. مبنى مساحته نصف فدان، مكون من ثلاثة طوابق، يقع على زاوية 250-266 شارع شيكاغو و217-249 شارع سكوت.  في العشرينيات القرن العشرين، تم افتتاح مبنى للخدمات والمبيعات في 1200 شارع نياجرا.